# Copa da Inglaterra de 2022–23
A FA Cup 2022–23 foi a 142ª edição do torneio de futebol mais antigo do mundo, a Football Association Challenge Cup. É uma competição de jogo único em que as equipes jogam entre si uma vez e o vencedor segue para a próxima fase, em contraste com uma competição de duas mãos em que as equipes jogam entre si duas vezes (em casa e fora) para determinar qual equipe avança para a próxima fase. redondo. A Copa da Inglaterra foi patrocinada pela Emirates e conhecida como Emirates FA Cup para fins comerciais.
O Liverpool, time da Premier League, era o atual campeão, tendo derrotado o Chelsea e garantindo seu oitavo título na final do ano anterior, mas foi eliminado na quarta rodada pelo Brighton & Hove Albion .
O Manchester City derrotou o rival Manchester United por 2 a 1 na final para ganhar seu sétimo título da Copa da Inglaterra. Como vencedores, eles teriam se classificado para a fase de grupos da UEFA Europa League de 2023–24 ; porém, como já haviam se classificado para as competições europeias pela classificação do campeonato, a vaga foi repassada para o sexto colocado da Premier League.

## Times
A Copa da Inglaterra é uma competição eliminatória com 124 times participantes, todos tentando chegar à final em Wembley em 3 de junho de 2023. A competição consiste nas 92 equipes do sistema Football League (20 equipes da Premier League e as 72 no total da EFL Championship, EFL League One e EFL League Two) mais os 32 times sobreviventes de 640 do Sistema National League (todos, exceto onze clubes de 5–9 e onze substituições do nível 10 do sistema da liga de futebol inglesa) que iniciou a competição nas rodadas de qualificação.
As rodadas de qualificação ocorreram em uma base geográfica e as rodadas principais da competição foram sorteadas aleatoriamente, geralmente no final da rodada anterior ou na noite do último jogo televisionado de uma rodada disputada, dependendo dos direitos de transmissão de televisão.
| Rodada           | Data principal                   | Número de jogos | Clubes restantes | Novas entradas nesta rodada | Prêmio em dinheiro para classificados | Prêmio em dinheiro para eliminados | Divisões que entram nesta rodada                        |
| ---------------- | -------------------------------- | --------------- | ---------------- | --------------------------- | ------------------------------------- | ---------------------------------- | ------------------------------------------------------- |
| primeira rodada  | sábado, 5 de novembro de 2022    | 40              | 80 → 40          | 48                          | £ 41.000                              | Nenhum                             | 24 times da EFL League One 24 EFL League Duas equipes   |
| Segunda rodada   | sábado, 26 de novembro de 2022   | 20              | 40 → 20          | Nenhum                      | £ 67.000                              | Nenhum                             | Nenhum                                                  |
| Terceira rodada  | sábado, 7 de janeiro de 2023     | 32              | 64 → 32          | 44                          | £ 105.000                             | Nenhum                             | 20 times da Premier League 24 times da EFL Championship |
| Quarta rodada    | sábado, 28 de janeiro de 2023    | 16              | 32 → 16          | Nenhum                      | £ 120.000                             | Nenhum                             | Nenhum                                                  |
| Quinta rodada    | quarta-feira, 1 de março de 2023 | 8               | 16 → 8           | Nenhum                      | £225.000                              | Nenhum                             | Nenhum                                                  |
| Quartas de final | sábado, 18 de março de 2023      | 4               | 8 → 4            | Nenhum                      | £ 450.000                             | Nenhum                             | Nenhum                                                  |
| Semifinais       | sábado, 22 de abril de 2023      | 2               | 4 → 2            | Nenhum                      | £ 1.000.000                           | £ 500.000                          | Nenhum                                                  |
| Final            | sábado, 3 de junho de 2023       | 1               | 2 → 1            | Nenhum                      | £ 2.000.000                           | £ 1.000.000                        | Nenhum                                                  |

## Classificação
As equipes que não eram membros da Premier League ou da English Football League competiram nas rodadas de qualificação para garantir uma das 32 vagas disponíveis na primeira rodada.
No dia 6 de agosto de 2022, o jovem do Newport (IOW), Finn Smith, se tornou o jogador da FA Cup mais jovem, a marcar um gol, um dia após seu 16º aniversário.

## Primeira rodada
A primeira fase viu os 32 vencedores da quarta pré-eliminatória juntarem-se aos 48 clubes da Terceira e Quarta divisão. O sorteio foi feito em 17 de outubro de 2022 por Dion Dublin e Alan Smith . A rodada incluiu seis times da sétima divisão, os times com classificação mais baixa restantes na competição: Alvechurch, Bracknell Town, Coalville Town, Merthyr Town, Needham Market e South Shields .
| 4 novembro 2022 | Sheffield Wednesday (3)     | 2–0       | Morecambe (3) | Owlerton, Sheffield                                                      |  |
| 19:45 GMT       | - Windass 29' - Mighten 65' | Relatório |               | Estádio: Hillsborough Stadium Público: 8,558 Árbitro: Sunny Sukhvir Gill |  |

| 4 novembro 2022 | Hereford (6) | 1–3       | Portsmouth (3)                                    | Hereford                                                            |  |
| 19:55 GMT       | - Storey 26' | Relatório | - Hackett-Fairchild 33' - Bishop 64' - Pigott 80' | Estádio: Edgar Street Público: 4,912 Árbitro: Sebastian Stockbridge |  |

| 5 novembro 2022 | South Shields (7) | 0–2       | Forest Green Rovers (3) | Jarrow                                                          |  |
| 12:00 GMT       |                   | Relatório | - Wickham 28', 90+6'    | Estádio: First Cloud Arena Público: 3,800 Árbitro: Scott Oldham |  |

| 5 novembro 2022 | Bradford City (4) | 0–1       | Harrogate Town (4) | Bradford                                                  |  |
| 12:30 GMT       |                   | Relatório | - Daly 9'          | Estádio: Valley Parade Público: 6,837 Árbitro: Martin Coy |  |

| 5 novembro 2022 | Bolton Wanderers (3) | 1–2       | Barnsley (3)                      | Horwich                                                                    |  |
| 14:00 GMT       | - Böðvarsson 80'     | Relatório | - Santos 6' (o.g.) - Phillips 33' | Estádio: University of Bolton Stadium Público: 5,999 Árbitro: Carl Boyeson |  |

| 5 novembro 2022 | Boreham Wood (5)                         | 3–1       | Eastleigh (5) | Borehamwood                                             |  |
| 15:00 GMT       | - Broadbent 10' - Ndlovu 12' - Brunt 60' | Relatório | - Carter 17'  | Estádio: Meadow Park Público: 904 Árbitro: Paul Marsden |  |

| 5 novembro 2022 | Maidenhead United (5) | 0–1       | Dagenham & Redbridge (5) | Maidenhead                                              |  |
| 15:00 GMT       |                       | Relatório | - Walker 81'             | Estádio: York Road Público: 1,060 Árbitro: Paul Johnson |  |

| 5 novembro 2022 | Crawley Town (4)   | 1–4       | Accrington Stanley (3)                | Crawley                                                         |  |
| 15:00 GMT       | - Hessenthaler 18' | Relatório | - Whalley 1', 22', 49' - Hamilton 45' | Estádio: Broadfield Stadium Público: 2,770 Árbitro: Ollie Yates |  |

| 5 novembro 2022 | Solihull Moors (5)        | 2–2       | Hartlepool United (4)       | Solihull                                                 |  |
| 15:00 GMT       | - Dallas 51' - Sbarra 84' | Relatório | - Umerah 18' - Hamilton 69' | Estádio: Damson Park Público: 1,658 Árbitro: Paul Howard |  |

| 15 novembro 2022 Replay                              | Hartlepool United (4) | 1–1 (pro.) (4–3 pen.)                   | Solihull Moors (5) | Hartlepool                                                     |  |
| 19:45 GMT                                            | Tumilty 90'           | Relatório                               | Barnett 8'         | Estádio: Victoria Park Público: 2,170 Árbitro: Seb Stockbridge |  |
|                                                      |                       | Penalidades                             |                    |                                                                |  |
| - Featherstone - Ferguson - Robinson - Hastie - Grey |                       | - Storer - Kelly - Coker - Jones - Reid |                    |                                                                |  |

| 5 novembro 2022 | AFC Fylde (6) | 1–1       | Gillingham (4)  | Medlar-with-Wesham                                                 |  |
| 15:00 GMT       | - Walker 83'  | Relatório | - Mandron 45+3' | Estádio: Mill Farm Sports Village Público: 996 Árbitro: Tom Reeves |  |

| 15 novembro 2022 Replay | Gillingham (4) | 1–0       | AFC Fylde (6) | Gillingham                                                       |  |
| 19:45 GMT               | Walker 43'     | Relatório |               | Estádio: Priestfield Stadium Público: 1,932 Árbitro: Will Finnie |  |

| 5 novembro 2022 | Peterborough United (3) | 0–0       | Salford City (4) | Peterborough                                           |  |
| 15:00 GMT       |                         | Relatório |                  | Estádio: London Road Público: 4,021 Árbitro: Tom Nield |  |

| 16 novembro 2022 Replay | Salford City (4) | 0–3       | Peterborough United (3)               | Salford                                              |  |
| 19:45 GMT               |                  | Relatório | - Mason-Clark 39' - Marriott 78', 83' | Estádio: Moor Lane Público: 1,059 Árbitro: Ben Toner |  |

| 5 novembro 2022 | Sutton United (4) | 0–2       | Farnborough (6)                 | Sutton                                                        |  |
| 15:00 GMT       |                   | Relatório | - Fernandes 86' - Amartey 90+6' | Estádio: Gander Green Lane Público: 1,929 Árbitro: Alan Young |  |

| 5 novembro 2022 | Grimsby Town (4)                                                    | 5–1       | Plymouth Argyle (3) | Cleethorpes                                                   |  |
| 15:00 GMT       | - Smith 10' - Efete 33' - Kiernan 39', 58' - Driscoll-Glennan 45+7' | Relatório | - Randell 5'        | Estádio: Blundell Park Público: 4,571 Árbitro: Thomas Parsons |  |

| 5 novembro 2022 | Milton Keynes Dons (3)                                         | 6–0       | Taunton Town (6) | Denbigh                                                 |  |
| 15:00 GMT       | - Devoy 6' - Grigg 13' - Burns 48' - Eisa 74' - Grant 82', 84' | Relatório |                  | Estádio: Stadium MK Público: 2,739 Árbitro: Thomas Kirk |  |

| 5 novembro 2022 | Ebbsfleet United (6)      | 2–1       | FC Halifax Town (5) | Northfleet                                                         |  |
| 15:00 GMT       | - Edser 13' - Bingham 52' | Relatório | - Cooke 17'         | Estádio: Stonebridge Road Público: 2,099 Árbitro: Edward Duckworth |  |

| 5 novembro 2022 | Carlisle United (4)       | 2–1       | Tranmere Rovers (4) | Carlisle                                                    |  |
| 15:00 GMT       | - Gibson 30' - Harris 66' | Relatório | - Byrne 82'         | Estádio: Brunton Park Público: 4,154 Árbitro: Declan Bourne |  |

| 5 novembro 2022 | Chippenham Town (6) | 1–0       | Lincoln City (3) | Chippenham                                                   |  |
| 15:00 GMT       | - Hanks 44'         | Relatório |                  | Estádio: Hardenhuish Park Público: 2,175 Árbitro: Carl Brook |  |

| 5 novembro 2022 | Shrewsbury Town (3)               | 2–1       | York City (5) | Shrewsbury                                               |  |
| 15:00 GMT       | - Shipley 2' - Leahy 45+3' (pen.) | Relatório | - Duku 45+5'  | Estádio: New Meadow Público: 3,807 Árbitro: Scott Tallis |  |

| 5 novembro 2022 | Buxton (6)                              | 2–0       | Merthyr Town (7) | Buxton                                                          |  |
| 15:00 GMT       | - De Girolamo 5' (pen.) - Gilchrist 88' | Relatório |                  | Estádio: The Silverlands Público: 1,879 Árbitro: Ruebyn Ricardo |  |

| 5 novembro 2022 | Charlton Athletic (3)                         | 4–1       | Coalville Town (7) | Charlton                                                |  |
| 15:00 GMT       | - Payne 24', 81' - Stockley 45+3' - Aneke 90' | Relatório | - Chambers 52'     | Estádio: The Valley Público: 4,707 Árbitro: Lewis Smith |  |

| 5 novembro 2022 | Weymouth (6) | 1–1       | AFC Wimbledon (4) | Weymouth                                                       |  |
| 15:00 GMT       | - Rose 70'   | Relatório | - Assal 5'        | Estádio: Bob Lucas Stadium Público: 2,934 Árbitro: Sam Allison |  |

| 15 novembro 2022 Replay | AFC Wimbledon (4)               | 3–1       | Weymouth (6) | Merton                                                     |  |
| 19:45 GMT               | - Assal 48' - Chislett 61', 64' | Relatório | - Ash 78'    | Estádio: Plough Lane Público: 3,672 Árbitro: Declan Bourne |  |

| 5 novembro 2022 | Newport County (4)                  | 2–0       | Colchester United (4) | Newport                                                     |  |
| 15:00 GMT       | - O'Hara 28' (o.g.) - Aa. Lewis 76' | Relatório |                       | Estádio: Rodney Parade Público: 2,377 Árbitro: Bobby Madden |  |

| 5 novembro 2022 | Stockport County (4)                         | 4–0       | Swindon Town (4) | Edgeley                                                    |  |
| 15:00 GMT       | - Sarcevic 11', 29' - Wright 16' - Rydel 58' | Relatório |                  | Estádio: Edgeley Park Público: 4,534 Árbitro: Marc Edwards |  |

| 5 novembro 2022 | Doncaster Rovers (4) | 0–1       | King's Lynn Town (6) | Doncaster                                                           |  |
| 15:00 GMT       |                      | Relatório | - Omotayo 83'        | Estádio: Eco-Power Stadium Público: 3,965 Árbitro: Geoff Eltringham |  |

| 5 novembro 2022 | Gateshead (5)             | 2–3       | Stevenage (4)                                      | Gateshead                                                                     |  |
| 15:00 GMT       | - Harris 53' - Conteh 62' | Relatório | - Roberts 21' - Richardson 34' (o.g.) - Norris 72' | Estádio: Gateshead International Stadium Público: 1,059 Árbitro: Peter Wright |  |

| 5 novembro 2022 | Fleetwood Town (3)               | 3–1       | Oxford City (6) | Fleetwood                                                       |  |
| 15:00 GMT       | - Warrington 14' - Lane 44', 84' | Relatório | - Potter 81'    | Estádio: Highbury Stadium Público: 1,357 Árbitro: Aaron Jackson |  |

| 5 novembro 2022 | Burton Albion (3)             | 2–0       | Needham Market (7) | Burton upon Trent                                               |  |
| 15:00 GMT       | - Oshilaja 34' - Powell 90+4' | Relatório |                    | Estádio: Pirelli Stadium Público: 1,989 Árbitro: Andrew Kitchen |  |

| 5 novembro 2022 | Port Vale (3)                   | 2–3       | Exeter City (3)                   | Burslem                                                 |  |
| 15:00 GMT       | - Politic 25' - Butterworth 87' | Relatório | - J. Brown 43', 66' - Collins 89' | Estádio: Vale Park Público: 4,807 Árbitro: Simon Mather |  |

| 5 novembro 2022 | Bristol Rovers (3) | 1–0       | Rochdale (4) | Horfield                                                      |  |
| 15:00 GMT       | - Sinclair 65'     | Relatório |              | Estádio: Memorial Stadium Público: 4,679 Árbitro: Will Finnie |  |

| 5 novembro 2022 | Wycombe Wanderers (3) | 0–2       | Walsall (4)                   | High Wycombe                                             |  |
| 15:00 GMT       |                       | Relatório | - Maddox 41' - Hutchinson 62' | Estádio: Adams Park Público: 2,319 Árbitro: Martin Woods |  |

| 5 novembro 2022 | Crewe Alexandra (4) | 1–0       | Leyton Orient (4) | Crewe                                                    |  |
| 15:00 GMT       | - Sambou 90+2'      | Relatório |                   | Estádio: Gresty Road Público: 2,104 Árbitro: Sam Purkiss |  |

| 5 novembro 2022 | Barnet (5)   | 1–1       | Chelmsford City (6) | Canons Park                                                        |  |
| 15:00 GMT       | - Wynter 49' | Relatório | - Ruff 90+2'        | Estádio: The Hive Stadium Público: 1,773 Árbitro: Daniel Middleton |  |

| 14 novembro 2022 Replay | Chelmsford City (6) | 0–1       | Barnet (5) | Chelmsford                                                       |  |
| 19:45 GMT               |                     | Relatório | - Kanu 74' | Estádio: Melbourne Stadium Público: 3,015 Árbitro: Adrian Quelch |  |

| 5 novembro 2022 | Chesterfield (5) | 1–0       | Northampton Town (4) | Chesterfield                                                    |  |
| 15:00 GMT       | - Dobra 14'      | Relatório |                      | Estádio: Technique Stadium Público: 5,886 Árbitro: Adam Herczeg |  |

| 5 novembro 2022 | Cheltenham Town (3) | 1–2       | Alvechurch (7)     | Cheltenham                                                 |  |
| 15:00 GMT       | - Jackson 54'       | Relatório | - Waldron 19', 50' | Estádio: Whaddon Road Público: 4,406 Árbitro: Robert Lewis |  |

| 5 novembro 2022 | Barrow (4) | 0–1       | Mansfield Town (4) | Barrow-in-Furness                                          |  |
| 15:00 GMT       |            | Relatório | - Hawkins 39'      | Estádio: Holker Street Público: 2,501 Árbitro: Andy Haines |  |

| 6 novembro 2022 | Wrexham (5)                   | 3–0       | Oldham Athletic (5) | Wrexham                                                           |  |
| 12:30 GMT       | - Dalby 10' - Mullin 25', 62' | Relatório |                     | Estádio: Racecourse Ground Público: 9,113 Árbitro: Samuel Barrott |  |

| 6 novembro 2022 | Curzon Ashton (6) | 0–0       | Cambridge United (3) | Ashton-under-Lyne                                                   |  |
| 14:00 GMT       |                   | Relatório |                      | Estádio: Tameside Stadium Público: 1,567 Árbitro: Anthony Backhouse |  |

| 15 novembro 2022 Replay         | Cambridge United (3) | 0–0 (pro.) (4–2 pen.)          | Curzon Ashton (6) | Cambridge                                                         |  |
| 19:45 GMT                       |                      | Relatório                      |                   | Estádio: Abbey Stadium Público: 2,222 Árbitro: Charles Breakspear |  |
|                                 |                      | Penalidades                    |                   |                                                                   |  |
| Ironside Lankester Knibbs Digby |                      | Hancock Richards Walker Dimaio |                   |                                                                   |  |

| 6 novembro 2022 | Torquay United (5)                | 2–2       | Derby County (3) | Torquay                                               |  |
| 15:00 GMT       | - Hall 56' (pen.) - Goodwin 90+5' | Relatório | - Osula 27', 47' | Estádio: Plainmoor Público: 4,269 Árbitro: David Rock |  |

| 15 novembro 2022 Replay | Derby County (3)                                                           | 5–0       | Torquay United (5) | Derby                                                           |  |
| 19:45 GMT               | - Ellis 7' (o.g.) - Osula 15' - Thompson 38' - Dobbin 62' - McGoldrick 79' | Relatório |                    | Estádio: Pride Park Stadium Público: 7,201 Árbitro: Sam Purkiss |  |

| 7 novembro 2022 | Bracknell Town (7) | 0–3       | Ipswich Town (3)                               | Sandhurst                                                         |  |
| 19:45 GMT       |                    | Relatório | - Bayliss 66' (o.g.) - Ladapo 73' - Camará 81' | Estádio: Bottom Meadow Público: 1,950 Árbitro: Charles Breakspear |  |

| 16 novembro 2022 | Woking (5) | 1–2       | Oxford United (3)          | Woking                                                         |  |
| 19:45 GMT        | - Ince 43' | Relatório | - Bodin 39' - Goodrham 53' | Estádio: Kingfield Stadium Público: 4,173 Árbitro: Craig Hicks |  |

## Segunda rodada
O sorteio da segunda rodada foi realizado em 7 de novembro de 2022 por Jermaine Beckford e Mickey Thomas, composto pelos 40 vencedores da rodada anterior. A rodada contou com um time da Sétima divisão, Alvechurch, que derrotou o Cheltenham Town, clube da EFL League One, na primeira rodada.
| 26 novembro 2022 | King's Lynn Town (6) | 0–3       | Stevenage (4)                | King's Lynn                                               |  |
| 12:45 GMT        |                      | Relatório | - Norris 49', 51' - Reid 54' | Estádio: The Walks Público: 4,203 Árbitro: Andrew Kitchen |  |

| 26 novembro 2022 | Cambridge United (3) | 1–2       | Grimsby Town (4) | Cambridge                                                 |  |
| 15:00 GMT        | - Smith 81'          | Relatório | - Khan 61', 90'  | Estádio: Abbey Stadium Público: 3,044 Árbitro: Carl Brook |  |

| 26 novembro 2022 | Wrexham (5)                      | 4–1       | Farnborough (6)  | Wrexham                                                         |  |
| 15:15 GMT        | - Mullin 49', 82', 90' - Lee 78' | Relatório | - Pendlebury 62' | Estádio: Racecourse Ground Público: 9,118 Árbitro: James Oldham |  |

| 26 novembro 2022 | Accrington Stanley (3) | 1–0       | Barnet (5) | Accrington                                                 |  |
| 15:00 GMT        | - Hamilton 84'         | Relatório |            | Estádio: Crown Ground Público: 1,771 Árbitro: Adam Herczeg |  |

| 26 novembro 2022 | Barnsley (3)                                  | 3–0       | Crewe Alexandra (4) | Barnsley                                            |  |
| 15:00 GMT        | - Cole 30' - Phillips 50' - Benson 57' (pen.) | Relatório |                     | Estádio: Oakwell Público: 3,967 Árbitro: Tom Reeves |  |

| 26 novembro 2022 | Forest Green Rovers (3)          | 2–1       | Alvechurch (7) | Nailsworth                                               |  |
| 15:00 GMT        | - Wickham 24' (pen.) - March 51' | Relatório | - Abbey 49'    | Estádio: The New Lawn Público: 2,758 Árbitro: Martin Coy |  |

| 26 novembro 2022 | Portsmouth (3)                                          | 3–2       | Milton Keynes Dons (3) | Portsmouth                                                       |  |
| 15:00 GMT        | - Hackett-Fairchild 22' - Bishop 35' (pen.), 48' (pen.) | Relatório | - Burns 19' - Eisa 61' | Estádio: Fratton Park Público: 8,056 Árbitro: Sunny Sukhvir Gill |  |

| 26 novembro 2022 | Shrewsbury Town (3)                                | 3–1       | Peterborough United (3) | Shrewsbury                                               |  |
| 15:00 GMT        | - Bayliss 2' - Pennington 35' - Leahy 45+7' (pen.) | Relatório | - Poku 13'              | Estádio: New Meadow Público: 2,895 Árbitro: Simon Mather |  |

| 26 novembro 2022 | Hartlepool United (4)                  | 3–1       | Harrogate Town (4) | Hartlepool                                                 |  |
| 15:00 GMT        | - Cooke 41' - Umerah 71', 45+4' (pen.) | Relatório | - Coley 73'        | Estádio: Victoria Park Público: 2,772 Árbitro: Sam Purkiss |  |

| 26 novembro 2022 | Charlton Athletic (3)           | 2–2       | Stockport County (4)          | Charlton                                               |  |
| 15:00 GMT        | - Lewis 23' (g.c.) - Morgan 39' | Relatório | - Hussey 3' - Hippolyte 90+7' | Estádio: The Valley Público: 3,889 Árbitro: Lee Swabey |  |

| 7 dezembro 2022 Replay | Stockport County (4)          | 3–1       | Charlton Athletic (3) | Edgeley                                                    |  |
| 19:45 GMT              | - Collar 25', 73', 81' (pen.) | Relatório | - Wright 7' (g.c.)    | Estádio: Edgeley Park Público: 6,242 Árbitro: Scott Oldham |  |

| 26 novembro 2022 | Oxford United (3)                            | 4–1       | Exeter City (3) | Oxford                                                      |  |
| 15:00 GMT        | - Taylor 9' - Bodin 79', 88' - Brannagan 85' | Relatório | - Jay 89'       | Estádio: Kassam Stadium Público: 3,599 Árbitro: Will Finnie |  |

| 26 novembro 2022 | Sheffield Wednesday (3) | 2–1       | Mansfield Town (4) | Owlerton, Sheffield                                                |  |
| 15:00 GMT        | - Smith 78', 83'        | Relatório | - Lapslie 34'      | Estádio: Hillsborough Stadium Público: 13,932 Árbitro: Ollie Yates |  |

| 26 novembro 2022 | AFC Wimbledon (4) | 0–2       | Chesterfield (5)       | Wimbledon                                               |  |
| 15:00 GMT        |                   | Relatório | - Dobra 44' - King 76' | Estádio: Plough Lane Público: 4,176 Árbitro: David Rock |  |

| 26 novembro 2022 | Walsall (4)                         | 2–1       | Carlisle United (4) | Walsall                                                      |  |
| 15:00 GMT        | - Williams 88' - James-Taylor 90+3' | Relatório | - Edmondson 29'     | Estádio: Bescot Stadium Público: 3,499 Árbitro: Scott Oldham |  |

| 26 novembro 2022 | Dagenham & Redbridge (5) | 1–1       | Gillingham (4)  | Dagenham                                                       |  |
| 17:00 GMT        | - Walker 80'             | Relatório | - Kashket 90+2' | Estádio: Victoria Road Público: 1,702 Árbitro: Darren Drysdale |  |

| 8 dezembro 2022 Replay | Gillingham (4)                             | 3–2       | Dagenham & Redbridge (5)      | Gillingham                                                       |  |
| 19:15 GMT              | - Baggott 26' - Ehmer 77' - Adelakun 90+5' | Relatório | - Robinson 15' - Saunders 84' | Estádio: Priestfield Stadium Público: 1,533 Árbitro: Thomas Kirk |  |

| 27 novembro 2022 | Ebbsfleet United (6) | 0–1       | Fleetwood Town (3) | Northfleet                                                     |  |
| 12:30 GMT        |                      | Relatório | - G. Garner 64'    | Estádio: Stonebridge Road Público: 2,960 Árbitro: Adam Herczeg |  |

| 27 novembro 2022 | Bristol Rovers (3) | 0–2       | Boreham Wood (5)           | Horfield                                                         |  |
| 14:00 GMT        |                    | Relatório | - Evans 18' - Stephens 30' | Estádio: Memorial Stadium Público: 4,769 Árbitro: Samuel Barrott |  |

| 27 novembro 2022 | Burton Albion (3)                                              | 6–1       | Chippenham Town (6) | Burton upon Trent                                            |  |
| 14:00 GMT        | - Smith 26' - Oshilaja 44', 90' - Kamwa 54' - Winnall 78', 84' | Relatório | - Parsons 60'       | Estádio: Pirelli Stadium Público: 2,080 Árbitro: Ben Speedie |  |

| 27 novembro 2022 | Newport County (4) | 1–2       | Derby County (3)            | Newport                                                          |  |
| 15:15 GMT        | Farquharson 41'    | Relatório | Sibley 54' · McGoldrick 88' | Estádio: Rodney Parade Público: 3,507 Árbitro: Anthony Backhouse |  |

| 27 novembro 2022 | Ipswich Town (3)                                | 4–0       | Buxton (6) | Ipswich                                                  |  |
| 17:00 GMT        | - Chaplin 33', 73' - Ahadme 38' - Jackson 90+2' | Relatório |            | Estádio: Portman Road Público: 9,817 Árbitro: Ross Joyce |  |